# Шатровачки говор
Шатровачки говор (често погрешно називан као шатровачки језик) је жаргон у јужнословенским језицима. Распрострањеност шатровачког у регионима примјене језичког простора некадашње Југославије је неравномерна. Највише се користи у већим урбаним центрима - Београду, Новом Саду, Загребу и Сарајеву - затим мањим градовима Србије и Босне и Херцеговине, Славонији и Истри. Шатровачког готово да нема у Хрватском Загорју и Црној Гори. Широко је распрострањен и у свакодневној употреби у неформалном говору, поготову међу младим људима, али и међу онима који желе да „остану млади“. Име шатровачки долази од ромског шатра што је дакле у почетку означавало ромске ријечи које су ушле у српскохрватски језик.
Свака генерација има „свој“ шатровачки језик.
Нове ријечи у шатровачком се стварају пермутовањем слогова. На пример, реч пиво постаје вопи. Нова ријеч има исто значење као и оригинална. Неке ријечи се чешће користе у шатровачкој верзији од других, али не постоји правило.
Шатровачки говор је веома коришћен у затворским заједницама где је потребно да се размјењују информације које се тешко могу разумјети од стране формалног затворског система. У том случају обично се додаје још један слог између пермутованих слогова који отежавају препознавање конкретне ријечи - поруке.
Сличне језичке игре постоје и у верлану (француски) и весрану (аргентински шпански).

## Примери шатровачких реченица
Брате, нећу да играм фудбал.
Тебра, ћуне да рамиг дбалфу.
Пази брате, мурија!
Зипа тебра, ријаму!

## Примери шатровачких речи
- кежва - жваке
- мојне! - немој!
- тебра - брате
- ганци - циган (ром)
- љаксе - сељак
- зипа - пази
- тенкре - кретен
- Тарми Рићми - Митар Мирић (турбо-фолк певач)
- вугла - главу, глава
- вутра - трава (дрога)
- вопи - пиво
- воздра - здраво
- дбалфу - фудбал
- васпра - справа
- Довла - Владо (мушко име или надимак)
- Шоне - Неша или Нешо (мушко име или надимак)
- Шоми - Миша или Мишо (мушко име или надимак)
- Киза - Зоки (надимак мушког имена Зоран)
- Ћофи - Фића (надимак мушког имена Филип)
- Рема - Маре (надимак мушког имена Марко)
- Фисте - Стефи (надимак мушког имена Стефан)
- Ћоми - Мића (мушко име или надимак)
- Џони - Ниџа (надимак мушког имена Никола)
- Чода - (надимак мушког имена Данијел, Данило, Дамјан, Далибор и сл.)
- Киса - Саки (надимак женског имена Сања)
- Ксијо - Јокси (надимак женског имена Јована)
- Лекса - Алекс (надимак женског имена Александра)
- Лошми - Милош (мушко име)
- Цоа - Аца (надимак мушког имена Александар)
- лимте мо - молим те
- жива - важи (не мисли се на хемијски елемент Hg)
- важи - жива (мисли се на хемијски елемент Hg)
- лећа - ћале (отац, тата)
- Мунзе - Земун
- Конза - Закон
- тдро - дрот
- рицама - марица (полицијски комби)
- бемје - јебем (псовка, глагол)
- жатибе - бежати
- моћпо - помоћ
- рспо - спор

## Утровачки
Утровачки је сленг који је постао популаран крајем 1990-их у Београду, али никад није постао толико раширен и прихваћен као шатровачки.
Уобичајене речи се на утровачки преводе тако што се уместо првог слога у речи ставља слово у. Често се, ради лакшег разумевања додаје реч за, затим избачени слог спојен са слогом ње.
Пример:
- ментол - унтол (за мење)
- палим - улимзапање

Уобичајено је и да се за избаци и да се две преостале речи споје у једну.
Пример:
- дувај - увајдуње
- жандар - ундаржање

## Сленг старије генерације (1960—1970)
- буџа - угледан и/или богат човјек
- бувара, бајбок, прдекана, ћуза - затвор
- банџа - велика лакирана локна као Траволта

- гуштер, репоња - војник који је тек дошао у војску
- гиље - патике,ципеле
- гајба - стан, кућа
- гари - у новосадском сленгу, другар, ортак, али и непозната мушка особа

- дрпити, мрнути, мазнути - украсти
- даса, фрајер - момак
- дупетон - столица
- доколеничарка, подрумара, пепсика - врло млада дјевојка
- дропља, дроца, курава, фуфа - проститутка или лака жена
- дрот, цаја, муркан, кер, пандур - полицајац
- Десанка Шакић - десна рука (мисли се на мастурбирање)

- ђускати - играти

- закевити, забебити - остати у другом стању
- запалити, ухватити маглу - побјећи

- језичара - жена која се бави оговарањем

- кева, матора - мајка
- кајла - златни ланац (накит)
- кењати - вршити велику нужду
- клопа - храна
- клекнути и припалити, блајзирати - орални секс

- лова, ђенги - новац
- лудара - лудница

- молерај - шминка
- маторци, преци - родитељи
- мурија - полиција

- њупавци - зуби

- пандур, пајкан, дрот - полицајац
- пања - хлеб
- пљуга - цигарета
- пуса - пољубац, поздрав (на Хрватском језику)
- пичка, сиса - кукавица (не мисли се на делове тела)
- пешкир - хомосексуалац

- риба, герла, мачка, треба, цупи - девојка
- ремац - војник
- риба, рибица, ђана, пица - женски полни орган
- робија - школа
- риџвеј - контролор карата у превозу
- рашомонац - воајер

- сифони, дуде - женске груди
- стара кајла - војник који је дуже у војци
- смор - нешто што је досадно
- сом, сомина, дебил - глупак
- смрад - човек лоших особина
- сељобер, љаксе - сељак (увредљиво)

- тастер, цинкарош, друкара - доушник
- таксон - такси
- табаџија - момак склон тучи
- труба - губитник (лузер)

- урадити се, фиксати - дрогирати се

- ћале, матори - отац

- чорба - хаос, гориво (бензин)
- чука - срце или сат

- факс - факултет
- фаца - угледан човјек

- штос, фазон, фора - трик
- штрафта - Кнез Михајлова улица (корзо)
- швајсовати, туцати, креснути, опалити, трести - полни однос
- штура, џада - побећи
- змај - пали, бежи од мене (не мисли се на митско биће)